# David St. Hubbins

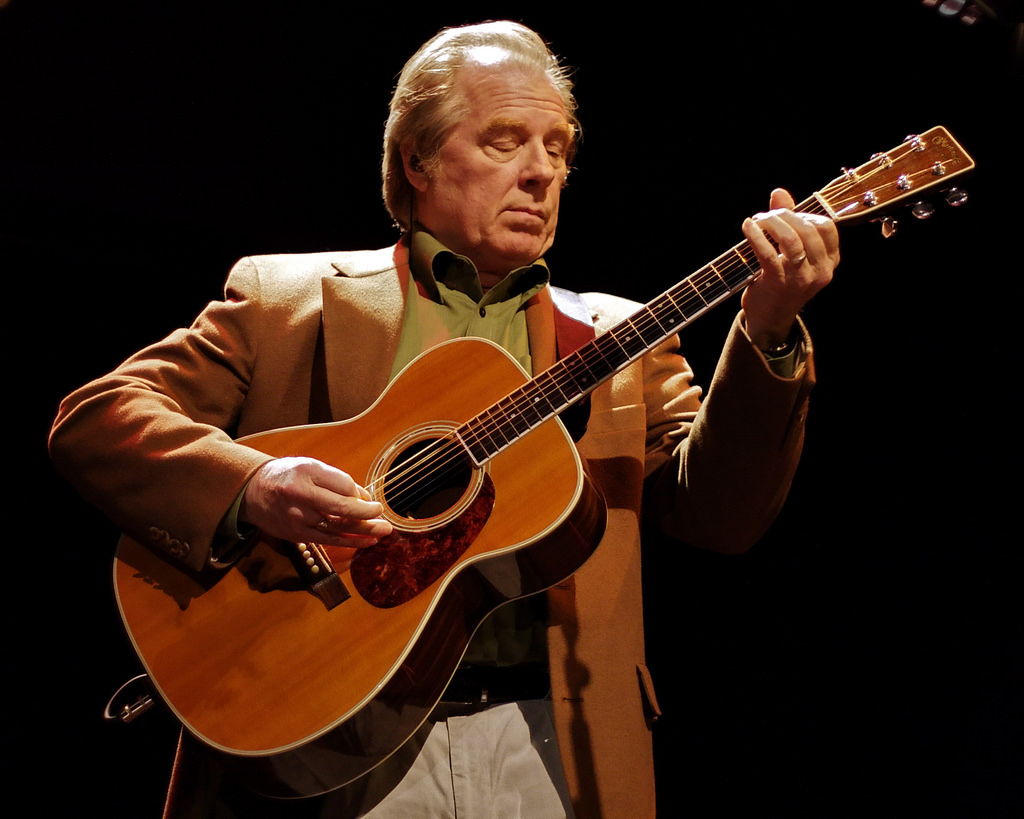
Michael McKean, actor que interpretó a St. Hubbins.

David Ivor St. Hubbins es un personaje ficticio en la película de 1984 This is Spinal Tap. En la película, él es el cantante y guitarrista rítmico de la banda Spinal Tap. Es representado por el actor Michael McKean. 
El nombre de St. Hubbins se inspiró en Derek St. Holmes, guitarrista y vocalista de la agrupación Ted Nugent.
Dicho personaje apareció en el proyecto Hear n' Aid, acompañado de músicos famosos de la escena Hard Rock y Heavy Metal, como Ronnie James Dio, Rob Halford, Geoff Tate y los guitarristas de la agrupación británica Iron Maiden, además de Derek Smalls, bajista de la mencionada banda ficticia Spinal Tap. 